# Ernestine Rose
Ernestine Louise Rose, nascuda com a Ernestine Louise Polowsky (Piotrków Trybunalski, actual Polònia; 13 de gener de 1810 - Brighton, Regne Unit; 4 d'agost de 1892), va ser una dona atea d'origen jueu, feminista, sufragista, lliure-pensadora i abolicionista estatunidenca. Va ser la impulsora del feminisme individualista i una de les intel·lectuals propulsores del moviment pro-drets de la dona a l'Amèrica del segle xix.

## Biografia
Filla d'un rabí ric, va néixer el 13 de gener de 1810 a Piotrków Trybunalski com a Ernestine Louise Potowska. Quan tenia cinc anys, va començar a "qüestionar la justícia d'un déu que feia passar aquestes penúries". A mesura que creixia, va començar a qüestionar al seu pare cada cop més en assumptes religiosos. Ell li va dir: "les nenes petites no haurien de fer preguntes", a diferència del nens, que havien de fer-ho. Més tard, ella mateixa va dir que la seva incredulitat i la lluita pels drets de les dones van sorgir d'aquell esdeveniment.
Quan tenia setze anys, la seva mare va morir i li va deixar una herència. El seu pare, sense el seu consentiment, la va prometre a un amic jueu, per tal de "apropar-la al si de la sinagoga". Rose, que no volia casar-se amb un home que ni havia escollit ni estimava, s'hi va confrontar, professant una manca d'afecte enfront ell i suplicant alliberament. No obstant això, Rose era una dona de família rica, i ell va denegar la seva petició. Rose va viatjar fins al tribunal civil secular, on va advocar per ella mateixa.
Els tribunals van dictaminar a favor seu, no només la van alliberar del compromís sinó que li van permetre conservar l'herència completa que havia rebut de la seva mare. Tot i que va decidir cedir la fortuna al seu pare, amb gust va acceptar la llibertat del compromís. Va tornar a casa només per descobrir que, en la seva absència, el seu pare s'havia tornat a casar amb una noia de setze anys. La tensió que es va desenvolupar finalment la va obligar a marxar de casa quan tenia disset anys.
Llavors va viatjar a Berlín, on es va veure obstaculitzada per una llei antisemita que exigia que tots els jueus no prussians tinguessin un patrocinador prussià. Va apel·lar directament al rei i li va concedir una exempció de la regla. Poc després, va inventar un desodorant d'habitació, que va vendre per finançar els seus viatges.
Va viatjar a Bèlgica, els Països Baixos, França i, finalment, Anglaterra. La seva arribada a Anglaterra no va ser gaire fàcil, ja que el vaixell on viatjava va naufragar. Tot i que Rose va arribar a Anglaterra sense cap perill, totes les seves pertinences s'havien destrossat i es va trobar en la indigència. Per tal de mantenir-se, va buscar feina com a professora d'alemany i hebreu i va continuar venent els seus desodorants d'habitació. Mentre es trobava a Anglaterra, va conèixer a Robert Owen, un socialista utòpic, que estava tan impressionat per ella que la va convidar a parlar en un gran saló per a oradors radicals. Malgrat el seu limitat coneixement de l'anglès, va impressionar tant l'audiència que a partir de llavors les seves aparicions van començar a ser regulars. Owen i ella eren amics íntims, i fins i tot ella el va ajudar a fundar l'Associació de Totes les Classes de Totes les Nacions, un grup que defensava els drets humans per a totes les persones de totes les nacions, sexes, races i classes. Durant el seu teps allà, també va conèixer a William Ella Rose, un joier i orfebre cristià, anglès i seguidor d'Owen. Es van casar aviat davant d'un magistrat civil i tots dos van deixar clar que consideraven que el matrimoni era més aviat un contracte civil que no pas religiós.
El maig de 1836, la família Rose va emigra als Estats Units, on més tard es van convertir en ciutadans naturalitzats i es van instal·lar en una casa acollidora a la ciutat de Nova York el 1837. Van obrir una petita botiga "Fancy and Perfumery" a casa seva, on ella venia aigua perfumada i ell, argenteria.
Aviat Ernestine va començar a fer conferències dels temes que més l'interessaven, es va unir a la "Societat per a Filòsters Morals" i va viatjar a diferents estats per defensar les seves causes: l'abolició de l'esclavitud, la tolerància religiosa, l'educació pública i la igualtat per a les dones. Les seves conferències van ser polèmiques. Quan estava al sud per parlar en contra de l'esclavitud, un amo d'esclaus li va dir que ell "l'hauria cobert de quitrà i emplomat si hagués estat un home". El 1855, quan la van convidar a una conferència antiesclavista a Bangor (Maine), un diari local la va anomenar "una dona atea... mil cops per sota d'una prostituta". Quan Rose va respondre a aquesta bogeria en una carta al diari en qüestió, va provocar una disputa ciutadana que havia creat aquesta publicitat que, quan va arribar, tothom estava ansiós d'escoltar-la. La seva conferència pitjor rebuda probablement va ser a Charleston, on la seva conferència sobre els mals d'esclavitud es va trobar amb tan vehement oposició i indignació que es va veure obligada a exercir una influència considerable fins i tot per sortir de la ciutat amb seguretat.
A les dècades de 1840 i 1850, Rose es va unir al "panteó de les grans dones americanes", un grup que incloïa dones tan influents com Elizabeth Cady Stanton, Susan B. Anthony, Lucretia Mott, Paulina Kellogg Wright Davis i Sojourner Truth i que vanlluitar pels drets de les dones i l'abolició.
A l'hivern de 1836, el jutge Thomas Hertell una llei de la propietat de la dona casada a la Legisltaura de l'Estat de Nova York per tal d'investigar mètodes per millorar els drets civils i de propietat de les dones casades, i permetre que tinguin propietats immobiliàries en nom propi. Quan Rose va escoltar aquesta resolució, va formular una petició i va començar a sol·licitar noms per donar-li suport. El 1838, es va enviar la petició a la legislatura estatal malgrat que només tenia cinc noms. Aquesta va ser la primera petició presentada a favor dels drets de les dones. Durant els anys següents, va augmentar tant la quantitat de peticions com la quantitat de signatures. El 1849, es van guanya finalment aquests drets.
Rose també va assistir i va parlar en nombroses conferències i convencions, incloent, entre d'altres, la primera convenció nacional d'Infidels, la Convenció de la Bíblia de Hartford, la Convenció de drets de la dona al Tabernacle, a la ciutat de Nova York; la desena convenció nacional de la Dona Nacional Convenció de drets a l'Institut Cooper, a la ciutat de Nova York; la Convenció sobre els drets de les dones de l'estat a Albany, Nova York, i la reunió de l'Associació d'Igualtat de Drets en què hi va haver una divisió.
Rose va ser elegida presidenta de la Convenció Nacional de Drets de la Dona a l'octubre de 1854, malgrat les objeccions que van suposar el fet de ser atea. La seva elecció va ser fortament recolzada per Susan B. Anthony, qui va declarar que "tota religió -o cap- hauria de tenir drets iguals a la plataforma".
Tot i que mai va semblar que els seus antecedents jueus tinguessin una gran importància, el 1863 va tenir un debat publicat amb Horace Seaver, l'editor abolicionista de Boston Investigator, a qui va acusar de ser antisemita.
El 1869, va pressionar amb èxit a la legislació de Nova York, cosa que va permetre a les dones casades retenir la seva propietat i tenir la tutela igual dels infants a Nova York.
Els anys posteriors, després d'un viatge de sis mesos a Europa, va intentar mantenir-se allunyada de les plataformes i la polèmica. Abans de sis mesos després, va fer el discurs final de la Convenció Nacional sobre Drets de la Dona. No obstant això, la seva salut va empitjorar i, el 8 de juny de 1869, ella i el seu marit van marxat cap a Anglaterra. Susan B. Anthony va organitzar una festa de comiat per a ells, i els amics i admiradors de la parella els van donar molts regals, incloent una quantitat considerable de diners.
Després del 1873, la seva salut va millorar, i va començar a advocar pel sufragi femení a Anglaterra, fins i tot va assistir a la Conferència del Moviment del Sufragi Femení a Londres i va parlar a Edimburg, Escòcia, en una gran reunió pública a favor del sufragi femení.
Va morir a Brighton, Anglaterra, el 1892.